# توم روبرتس
توم روبرتس (بالإنجليزية: Tom Roberts)‏ هو سياسي أمريكي، ولد في 10 مارس 1952 في دايتون في الولايات المتحدة. حزبياً، نشط في الحزب الديمقراطي. وقد انتخب عضو مجلس نواب أوهايو.